# Masao Katō
Masao Katō (jap. 加藤 正夫, Katō Masao; * 15. März 1947 in Asakura, Präfektur Fukuoka; † 30. Dezember 2004) war ein japanischer Go-Spieler, der für seine kämpferische Spielweise bekannt war.
Er war Schüler von Minoru Kitani und wurde 1964 Profi. Im Jahr 1978 erlangte er den 9. Dan. Katō gewann in seiner Karriere insgesamt 47 Titel. Er zählt zu den wenigen Spielern, die mehr als 1.200 Turnierpartien gewonnen haben (1253 Siege zu 664 Niederlagen).
Masao Katō wurde im Jahre 2002 Vizepräsident des Nihon Ki-in und im Juni 2004 dessen Vorsitzender. Er verstarb am 30. Dezember 2004 an den Folgen eines Hirninfarkts.

## Erfolge
- 2003 10. Agon
- 2002 57. Honinbo
- 2001 10. Ryusei
- 1999 32. Hayago Championship
- 1998 4. JT Cup
- 1997 35. Judan, NEC Cup
- 1996 3. Agon, 18th Kakusei
- 1995 2. Agon, 17th Kakusei
- 1994 27. Hayago Championship
- 1993 41. Oza
- 1992 NEC Cup
- 1991 NEC Cup
- 1989 37. Oza
- 1988 36. Oza, NHK Cup, 21st Hayago Championship
- 1987 12. Meijin, 25. Judan, 12. Gosei, 35. Oza
- 1986 11. Meijin, 34. Oza, 8. Kakusei
- 1985 33. Oza
- 1984 32. Oza
- 1983 21. Judan, 31. Oza
- 1982 30. Oza
- 1981 7. Tengen
- 1980 28. Oza, 6. Tengen, 2. Kakusei
- 1979 34. Honinbo, 17. Judan,  27. Oza, 5. Tengen
- 1978 33. Honinbo, 16. Judan, 4. Tengen
- 1977 2. Gosei, 15. Judan, 32. Honinbo
- 1976 1. Gosei, 14. Judan

## Bücher
- Die Kunst des Angriffs. Strategie und Taktik im Go, 2009, ISBN 978-3-940563-06-4
- The Chinese Opening